# Echinocereus brandegeei

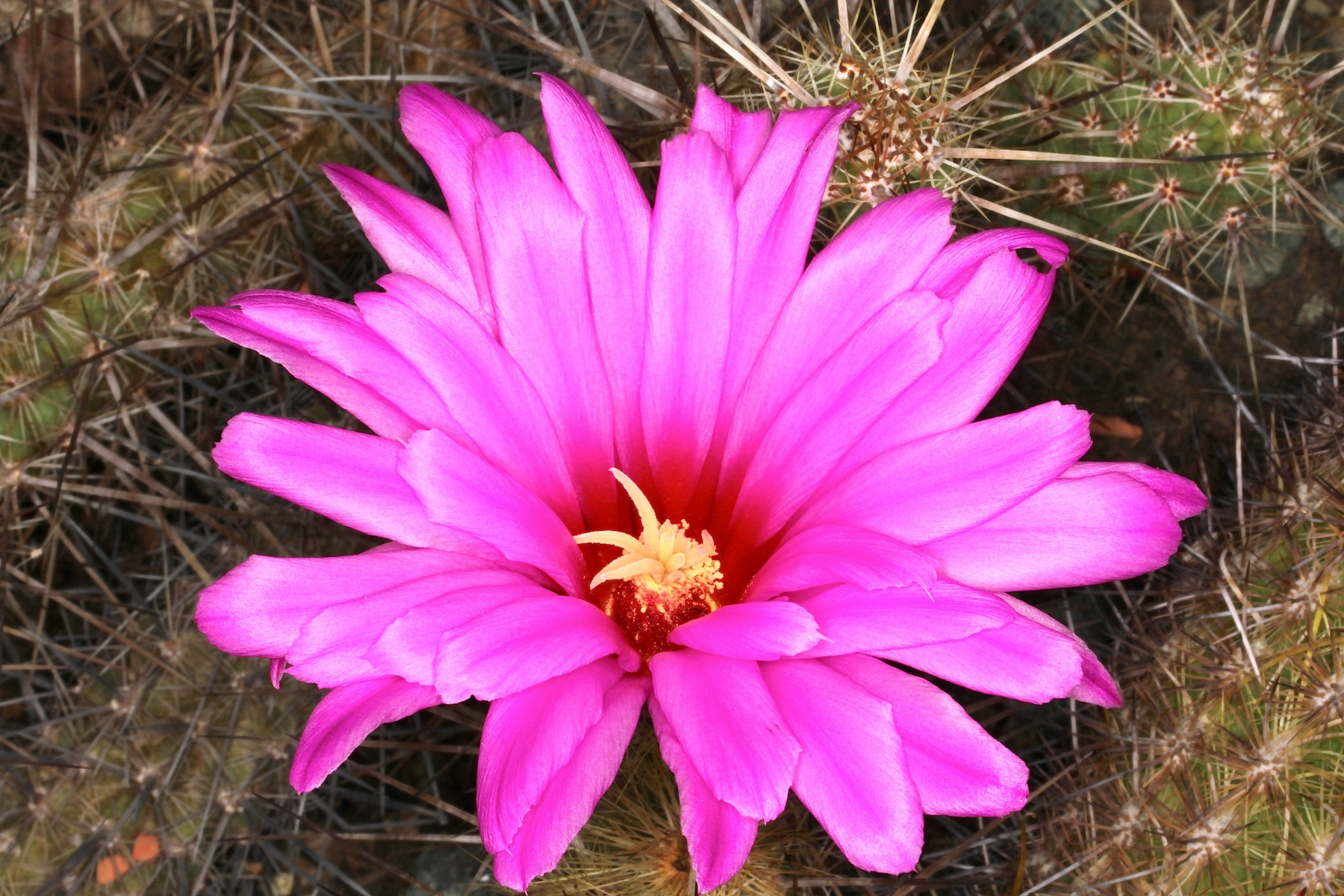
Blüte

Echinocereus brandegeei ist eine Pflanzenart in der Gattung Echinocereus aus der Familie der Kakteengewächse (Cactaceae). Das Artepitheton brandegeei ehrt den US-amerikanischen Botaniker und Pflanzensammler Townshend Stith Brandegee. Spanische Trivialnamen sind „Casa de Ratas“ und „Pitayita“.

## Beschreibung
Echinocereus brandegeei wächst vieltriebig und bildet große lockere Klumpen von bis zu 2 Meter Durchmesser. Die hellgrünen, zylindrischen, unterschiedlich großen Triebe sind an ihrer Basis kriechend und besitzen aufrechte Triebspitzen. Sie sind
bis zu 100 Zentimeter lang und weisen Durchmesser von bis zu 6 Zentimeter und mehr auf. Es sind acht bis zehn Rippen vorhanden, die aus gut ausgeprägte stark kantige Höcker bestehen. Die Triebe sind dicht mit in der Farbe von weiß bis schwarz variierenden Dornen bedeckt. Die vier über Kreuz stehenden Mitteldornen sind abgeflacht, stark kantig, steif und schwertartig. Sie weisen eine Länge von 3 bis 13 Zentimeter auf. Die zehn bis 18 steifen und drehrunden Randdornen sind bis zu 2 Zentimeter lang.
Die breit trichterförmigen Blüten sind hell mehr oder weniger purpur-lavendelfarben bis hellrosafarben und besitzen einen leuchtend roten Schlund. Sie erscheinen entlang der ganzen Trieblänge, sind 5,5 bis 9,5 Zentimeter lang und erreichen einen Durchmesser von 4 bis 8,3 Zentimeter. Die kugelförmigen Früchte sind rot.

## Verbreitung, Systematik und Gefährdung
Echinocereus brandegeei ist auf der mexikanischen Halbinsel Niederkalifornien sowie einigen Inseln im  Golf von Mexiko verbreitet.
Die Erstbeschreibung als Cereus brandegeei durch John Merle Coulter wurde 1896 veröffentlicht. Karl Moritz Schumann stellte die Art 1898 in seinem Werk Gesamtbeschreibung der Kakteen in die Gattung Echinocereus.
In der Roten Liste gefährdeter Arten der IUCN wird die Art als „Least Concern (LC)“, d. h. als nicht gefährdet geführt.

## Nachweise